# 雌二醇17β-脱氢酶
雌二醇17β-脱氢酶（英語：estradiol 17β-dehydrogenase，EC 1.1.1.62 （页面存档备份，存于））是一种以NAD+或NADP+为受体、作用于供体CH-OH基团上的氧化还原酶。这种酶能催化以下酶促反应：
雌二醇-17β + NAD(P)+ {\displaystyle \rightleftharpoons } 雌酮 + NAD(P)H + H+
雌二醇17β-脱氢酶主要参与雄激素和雌激素代谢过程。